# Jean Chavannes Jeune
Jean Chavannes Jeune, né le 28 décembre 1953 aux Cayes, est un dirigeant et pasteur chrétien baptiste ainsi qu'un politicien haïtien. Il a été vice-président d’Haïti de 1988 à 1989 et Président de la Mission Évangélique Baptiste du Sud d'Haïti de 1997 à 2002. En 2016, il est devenu recteur de l'Université Lumière.

## Biographie
Il naît le 28 décembre 1953 aux Cayes dans une famille d’évangélistes. Son père, le pasteur Beauvil Jeune, a été un pionnier de la Mission Évangélique Baptiste du Sud d'Haïti. Au cours d’un camps de vacances  chrétien, à l’âge de 7 ans, il devient chrétien et est baptisé à l’âge de 14 ans. Il a étudié en génie civil à l’Institut Supérieur Technique d'Haïti et a obtenu un diplôme en 1976. Il a également étudié en théologie à l’Institut Biblique Lumière et a obtenu une licence en 1976. Puis il a étudié en administration publique à l’University of Washington et a obtenu un master en 1979. Il a également étudié en développement et la communication au Wheaton College et a obtenu un Bachelor of Arts en 1983 .

## Ministère
En 1976, il devient directeur adjoint du Programme de Développement Rural Intégré (IRD) de la Mission Évangélique Baptiste du Sud d'Haïti, jusqu’en 1979 . En 1979, il devient consultant pour le Conseil des églises évangéliques d'Haïti, jusqu’en 1988. En 1982, il devient Directeur du Child Survival Program of World Relief en Haiti jusqu’en 1992. En 1987, il devient Président de Habitat for Humanity Haiti, jusqu’en 1997. En 1990, il devient Coordinateur général de la Mission Évangélique Baptiste jusqu’en 1992. En 1990, il devient Président du conseil d'administration de la Mission Évangélique Baptiste jusqu’en 1995. En 1992, il devient Co-Directeur de Radio Lumière jusqu’en 1994. En 1991, il devient Vice-Président du National Committee of Habitat for Humanity jusqu’en 1996. En 1991, il devient Vice-Président du Syndicat national de la Communauté internationale des hommes d'affaires du plein Évangile jusqu’en 1996. En 1996, il devient Professeur de ressources humaines à l'Université Lumière jusqu’en 1997. En 1997, il devient Président de la Mission Évangélique Baptiste jusqu’en 2002. En 2016, il devient recteur de l'Université Lumière .

## Politique
Il a été vice-président d’Haïti pendant 13 mois de 1988 à 1989 .
En 2005, il a été élu leader de l’Union nationale chrétienne pour la reconstruction d'Haïti et a été candidat à la présidence pour les élections de 2006 et de 2010.
En 2015, il a été élu leader du parti politique CANAAN. Il s’est retiré en 2016 .

## Vie personnelle
Il est marié à Marie Lucie Carisma avec qui il a eu 4 enfants.

## Distinctions
Il a reçu un doctorat honoris causa en théologie de l'Atlantic College des Bahamas.